# アンドロメダ星座の瞬
アンドロメダ星座の瞬（アンドロメダのシュン）は、車田正美の漫画『聖闘士星矢』およびそれを原作とするアニメに登場する架空の人物。
作中ではほぼアンドロメダ瞬と呼称されている。アニメの公式表記も同様。

## 来歴
グラード財団総帥の城戸光政の非嫡出子として産まれる。光政からは認知されておらず孤児として育ち、自身も暗黒聖闘士と戦うまで出生の真実を知らなかった。光政を父に持つ星矢たち100人の孤児の中で、一輝とは父母共に同じ兄弟であり、幼い頃から2人きりの兄弟として育った。
一輝と共にグラード財団による聖闘士養成の道を余儀なくされ、修行地を選択する際のくじ引きによってこの世の地獄と呼ばれるデスクィーン島を選んでしまうが、一輝がその修行地を自ら引き受ける。替って瞬が選んだのは、昼は50℃を超える灼熱地獄、夜はマイナス数十度の寒冷地という、美しい名前とは裏腹にデスクィーン島と何ら変わらない過酷な環境であるアンドロメダ島であった。しかし良き師と姉弟子に恵まれ、強さと誠実さから信頼を集めていた白銀聖闘士・ケフェウス星座のダイダロス（アニメではアルビオレ）に師事し、アンドロメダ島最大の試練であるサクリファイスを克服し、アンドロメダ星座の聖衣を手に入れて聖闘士の称号を得る。
当初は離れ離れとなった兄・一輝と再会することだけを楽しみに日本へ戻り、その一輝が暗黒聖闘士に魂を売ったことに心を痛めもしたが、やがてアテナの聖闘士として正義の闘いに身を投じてゆく。
実は幼少時にパンドラにより、地上で最も清らかな魂の持ち主として冥王ハーデスの肉体に選ばれており、ハーデス軍との聖戦ではハーデスの魂に憑依されてしまう過酷な運命が待っていた。一時はそのままハーデスとしてアテナ軍を敵に回し、冥闘士たちに対して采配を振るが、アテナの血を浴びたことで呪縛から解放され、アテナの聖闘士として星矢たちと共に聖戦を戦い抜いた。
続編『聖闘士星矢 NEXT DIMENSION 冥王神話』では、星矢の命の危機を知りアテナとともに前聖戦の時代へと赴く。その後、星矢の前世である天馬と二人で十二宮で協力し、黄金聖闘士を説得したり時には戦ったりと奮闘する。乙女座のシャカから次世代の乙女座の黄金聖闘士に指名されている。
アニメオリジナルの続編『聖闘士星矢Ω』にも登場。過去のマルスとの戦いで「魔傷」を負って小宇宙を燃やせないため、聖闘士としては活動できなくなっており、各地を旅し、ボランティアで病気や怪我を負った人々の治療にあたっていた。「新生聖衣編」においては魔傷から回復し、新聖衣を得てパラサイトの被害にあった村を守っている。その後、紫龍や氷河と一緒にパラスベルダへ参戦した。同作での属性は風。

## 人物像
闘いを好まない心優しい性格。髪は亜麻色（アニメの作画上は緑色）。また顔立ちは少女と見まごうほど整っており、青銅聖闘士一の美少年ともいわれ、銀河戦争では女性客たちに騒がれていた。幼い頃から穏やかな性格で周囲に泣き虫とからかわれており、聖闘士としての力を得た現在でも、できることなら敵を攻撃するのではなく、身を守るだけで済ませたいと考えている。また、守護星座のモチーフである伝説上の王女アンドロメダが、海の怪物へ生贄として捧げられたのと同様に、瞬もまた仲間を守るために自分自身を犠牲にすることも厭わない。敵に騙されることがあっても決して人を信じることをやめないため、冥界のカロンも驚いていた。幼い頃から自分を守り続けた兄である一輝のことは深く慕っており、一度拳を向けられたことがあってもその想いは変わっておらず、彼を敵だと思ったことはない程。その優しさが聖闘士としてのネックになるため、仲間の紫龍からも黄金聖闘士との十二宮での戦闘中に「この戦いが終わったら俺は瞬に二度と聖衣を着せないつもりだ」と気遣われていた。その分やや感傷的になりやすい面もあり、海界での戦いではイオに諭されるが、それにも関わらずリュムナデスとの対戦時は一輝の姿になったリュムナデスに対して、偽者と解っていながら割り切ることができず攻撃の手を止めたために倒され、冥界での戦いでは黄金聖闘士カノンに叱咤されたこともある。
星矢、紫龍、氷河と異なり憩いの場所と呼べるものはなく、十二宮戦や冥王ハーデスとの聖戦の直前には城戸邸に滞在していた。書籍「聖闘士星矢アニメスペシャル」の番外編ストーリーでは、帰る場所のない瞬に対し、城戸沙織が城戸邸を自宅同然に扱うことを許す場面がある。アンドロメダ島での修行仲間である女聖闘士・カメレオン星座のジュネからは自ら仮面を取って素顔を見せられる等、深い想いを寄せられている。
青銅聖闘士最強の実力者・一輝の実弟だけあり、兄とは正反対の性格でありながら瞬もまた高い潜在能力の持ち主である。修行時代の戦闘訓練では小宇宙を発現させることはなく、サクリファイスの儀式において初めて小宇宙を開花させたように見えたが、実は修行の最中で既に小宇宙を発現させていたにもかかわらず、闘いの相手を傷つけることを恐れてそれをひた隠しにしていた。原作では生身の状態でダイダロスに実力を明かし、彼の白銀聖衣を全壊させた(アニメでは、アンドロメダ島を去る直前にアルビオレに対して自身の実力を告白し光速拳を放ち、瞬が去った後にケフェウスの聖衣のアームと背後の岩場が粉々に破壊される描写として登場)。通常は聖衣に装備されている星雲鎖による防御主体の闘技を身上とし、一撃で黄金聖闘士を倒せるだけの生身の拳を持っているが、普段はあえてその技を封印している。
『聖闘士星矢Ω』では後輩の光牙や龍峰にアドバイスを与え、その優しさからボランティアで在住している貧村の住民にも慕われている。しかし人の良すぎる面もあり、そのためハリメデに騙されて窮地に陥りかけたが、アンドロメダ星座の聖衣石を取り戻して新生聖衣へと進化させ撃破する。戦いを嫌い誰も傷つけたくないという信条は変わらないが、人々を脅かす敵に対しては「心を鬼に」して立ち向かう覚悟をみせる。パラスベルダでは光牙、蒼摩、ユナのサポートとして同行する。スルト戦においては、技の特性をたった一度の攻撃で見抜いて光牙達にアドバイスするなど冷静な作戦参謀として立ち回り、最後は自らネビュラストリーム/ネビュラストームで撃破する。

## 他作品

### 『聖闘士星矢 Legend of Sanctuary』
映画『聖闘士星矢 Legend of Sanctuary』では、16歳。170cm。潜在能力は高いが、戦闘を嫌い敵といえども傷つけることに躊躇いを持つ優しい性格をしている。兄である一輝とは強い絆で結ばれている。
星矢達と共に沙織を狙う青銅聖闘士を蹴散らし彼女と出会う。城戸邸では来襲したアイオリアとの戦闘で歯が立たなかったが、光り輝く小宇宙を放った沙織を真のアテナと確信する。沙織を奉じ到達した十二宮では、星矢と共に進み獅子宮でアイオリア、人馬宮ではシュラと相対する。

### 『聖闘士星矢:Knights of the Zodiac』
2019年から配信されたNetflix版『聖闘士星矢: Knights of the Zodiac』では性別が変更され、女性として描かれる。
一人称は｢アタシ｣。髪型は原作とやや異なり、ショートカットとなっている。
原作と同様に争い事を好まない性格である一方、会って間もない星矢や紫龍と親しげに話をしたり、沙織に好意を抱く邪武をからかうなど勝ち気で快活な少女となっている。
脚本を担当するEugene Sonは、原作が発表された30年前ならば男性だけのチームが世界を救うのは違和感なく受け入れられたが、現代においては何らかの意見表明と解釈されてしまうことを変更の理由としているが、ファンからは批判されており、安宿緑は「瞬を女性化することが逆にポリティカル・コレクトネスというステロタイプに嵌る結果となってしまってる」と指摘し、「たとえ商業的な配慮であったとしても、ファンの怒りを買って当然かもしれない」と指摘した。

## 聖衣
アンドロメダ星座の聖衣
聖衣を得るためには、アンドメロダ島最大の試練サクリファイスを成功させなければならない。古代エチオピアの王女アンドロメダが海の怪物への生贄として差し出された様を模した儀式であり、そのアンドロメダの鎖に繋がれた状態から抜け出ることができた者のみアンドロメダの聖闘士の称号を得ることができる。数百年もの間、誰も成功する者がいなかったが、瞬が成功させて聖衣を手に入れた。色は乙女の純潔さを印象づけるようなオペラピンク。防御本能は88星座一といわれ、最大の特徴は両腕に装備された「星雲鎖」（後述）。
当初は胸はネクタイ状にしか装甲がない軽装だった。闘いを経て黄金聖闘士・アテナの血によって最終的に神聖衣となるまで4度の進化（初期青銅→新生青銅・脚部が追加され、胸部は全域を覆い、以後それらが標準となる→最終青銅→神聖衣）を遂げた。その度に覆われる範囲は脛・膝・胴部・全身と増していったが、ヘッドギアの突起と両肩のパーツは標準のデザインとして受け継がれた。最終的な進化を遂げた神聖衣は、これまでにない大きな翼を背に備えている。アニメ初期の聖衣も、ヘルメットの突起と両肩パーツは同様のデザインがされている。
続編である『聖闘士星矢 NEXT DIMENSION 冥王神話』では、目的を終えたために神聖衣から最終青銅聖衣に戻っている。
『聖闘士星矢Ω』では本編の13年前の光と闇の炸裂により聖衣石による聖衣に変化。聖衣石は緑色の輪状の石をペンダントにしている。59話以降の新生聖衣は肩や胸に緑色の宝石状パーツがつき、チェーンの先端も緑色になっている。
乙女座の黄金聖衣
冥王ハーデス編でのタナトスとの戦いではアンドロメダ座の青銅聖衣を粉々にされてしまうが、直後にポセイドンによって運ばれた乙女座の黄金聖衣を身につけている。しかし全く抵抗する暇も無くタナトスによって粉々に破壊されてしまった。なお、ゲーム『聖闘士星矢 ブレイブ・ソルジャーズ』と『聖闘士星矢 ソルジャーズ・ソウル』においては「星雲鎖」を小宇宙で形成して使用している。
続編である『聖闘士星矢 NEXT DIMENSION 冥王神話』でシャカは、先代の乙女座のシジマとの戦いにおいて、瞬が次代の乙女座の黄金聖闘士であると語っている。

## 必殺技
星雲鎖（ネビュラチェーン）
両腕に装備している鎖で、神話上のアンドロメダを縛り付けていた鎖を模したもの。鎖自体が本能を持っているため、自在に操ることが出来る。アルファベットで単語を示して危機を知らせることもある。また、敵意を持つ者が触れると1万ボルトの電流に相当する衝撃を発して己を守る。普段は両腕に巻き付いている鎖の働きに違いは見られないが、小宇宙を高めるほどに右手の角鎖（スクェアチェーン、先端が三角形、アニメ初期聖衣では正八面体）が攻撃、左手の円鎖（サークルチェーン、先端が円形、アニメ初期聖衣では球体）が防御に対処する特性が強くなる。また、チェーンには自己修復機能もあり、さらには敵が何光年のかなたに隠れていようとも必ず見つけ出す。なお設定が不明確だった頃の雑誌連載初期では、両腕の鎖ともに円鎖の形をしていた。
以下、ネビュラストーム・ネビュラストリーム以外はすべて、星雲鎖を使った必殺技である。
サンダーウェーブ
角鎖が稲妻のような形状に変化して、たとえ相手が何光年彼方にいようとも必ず追尾・攻撃する。
追尾能力は高く、気配を消したり、時空を隔てた相手にも攻撃できる。
原作版・アニメ版共に、双子座のサガが操る空洞の双子座の聖衣に対しての攻撃の際に初めて使用されて以後、重要な必殺技として使用される頻度が多くなる。
アンドロメダ星雲（ネビュラ）
自分を中心に鎖を渦巻状に張り巡らせ、攻防一体の鉄壁の防御陣を敷く。一見がら空きに見える真上が一番強固。また敵の攻撃形態に合せて様々に変化する応用技もある（後述）。
ローリングディフェンス
円鎖をらせん状に回転させて全身を覆い、敵の攻撃から身を守る。
サークルディフェンス
アンドロメダ星雲と同様に、自分を中心に鎖を渦巻状に張り巡らせる。ファラオ戦で魔琴に対抗するため使用。
グレートキャプチュアー、スパイダーネット、キャスティングネット、スパイラルダクト、ブーメランショット、ワイルドトラップ
アンドロメダ星雲の応用技。海闘士・スキュラのイオが繰り出す6つの聖獣拳に対応すべく使用した技。
それぞれがイオの聖獣拳のモチーフになっている獣に対応しており、すべての聖獣拳を打ち破った。このうちグレートキャプチュアーは使用頻度が高く、大熊をも縛り上げる威力とされ、リュムナデスのカーサや地獄の番犬ケルベロスなどの拘束に使用されている。
ネビュラストリーム、ネビュラストーム
小宇宙によって相手の周囲に気流（ストリーム）を発生させ、動きを封じる。気流は次第に強くなっていき、それとともに動きを封じる力も強まる。魚座のアフロディーテを倒す際に初めて使用された。
なおも相手が抵抗する場合は、気流は嵐（ストーム）へと変化し、猛烈な威力で相手を吹き飛ばす。
瞬の最強の技であり、追い詰められない限り使うのを戒めているため使用回数は少ないが、使用した戦いではいずれも劇的な勝利をおさめている（ただし劇場版やOVAでは、追い詰められずとも積極的に繰り出したり、また破られたこともある）。

## キャスト
声優
- 堀川亮（TV版、OVA『冥王ハーデス十二宮編編』、劇場版第1〜5作）
  - 冬馬由美（TV版・幼少期）

- 粕谷雄太（OVA『冥王ハーデス冥界編』以降の関連作品）
  - 遠藤智佳（OVA『冥王ハーデス冥界編』・幼少期）

- 神谷浩史（聖闘士星矢Ω）
- 岡本信彦（LEGEND of SANCTUARY）
- 花江夏樹（中国版『聖闘士星矢 ライジングコスモ』）
- 佐藤聡美（Knights of the Zodiac）

俳優
- 香取慎吾（1991年ミュージカル）
- 篠谷聖（2011年ミュージカル）